# Centrale termoelettrica di Cuciurgan
La centrale termoelettrica di Cuciurgan è una centrale termoelettrica sita a Dnestrovsc, nell'autoproclamata Repubblica di Transnistria, sul bacino del Cuciurgan al confine tra Moldavia e Ucraina di proprietà dell'azienda russa Inter RAO.

## Storia
La centrale è stata inaugurata il 26 settembre 1964.